# Västernorrlands och Jämtlands försvarsområde
Västernorrlands och Jämtlands försvarsområde (Fo 23) var ett försvarsområde inom svenska armén som verkade i olika former åren 1942–2000. Försvarsområdesstaben var förlagd i Sollefteå garnison i Sollefteå.

## Historia
Västernorrlands och Jämtlands försvarsområde bildades den 1 oktober 1942 som Härnösands försvarsområde och var direkt underställd militärbefälhavaren för II. militärområdet. Den 9 december 1955 tillkom de delarna av Sundsvalls försvarsområde, vilket då avvecklades och tillfördes till Härnösands försvarsområde och Gävle försvarsområde. Den 1 februari 1957 tillkom även Hemsö försvarsområde, vilket då avvecklades efter att tidigare utgjort ett marint försvarsområde och tillhört Norrlandskustens marindistrikt.
I samband med OLLI-reformen, vilken genomfördes inom försvaret åren 1973–1975, bildades A-förband samt B-förband. A-förbanden var regementen som tillfördes ansvaret för ett försvarsområde, och med det blev ett försvarsområdesregemente. Försvarsområdesregementet tillfördes samtidigt mobiliserings- och materialansvaret inom försvarsområdet. Detta medförde att Norrlands trängregemente (T 3) som ingick i Härnösands försvarsområde kom att bli ett B-förband (utbildningsregemente), medan Västernorrlands regemente (I 21) sammanslogs den 1 juli 1974 med Härnösands försvarsområde (Fo 23), vilket namnändrades samtidigt till Västernorrlands försvarsområde och bildade försvarsområdesregementet I 21/Fo 23, ett så kallat A-förband.
Den 1 juli 1983 uppgick försvarsområdesstaben i Sollefteå armégarnison (SAG), vilken var en försöksorganisation bestående av Västernorrlands regemente (I 21), Försvarsområdesstaben (Fo 23), Ådalsbrigaden (IB 21), Ångermanlandsbrigaden (NB 51) och Norrlands trängregemente (T 3). Den 30 juni 1990 upplöstes försöksorganisation och Västernorrlands försvarsområde blev från den 1 juli 1990 ett självständigt förband och myndighet. Den 1 juli 1994 uppgick dock staben återigen som en del i Västernorrlands regemente.
Inför försvarsbeslutet 1996 föreslogs en ny försvarsområdesindelningen, vilket innebar att tre försvarsområdesstaber inom Norra militärområdet (Milo N) skulle avvecklas senast den 31 december 1997. De tre staber som föreslogs för avveckling återfanns i Kalix, Kiruna och Östersund. Gällande Jämtlands försvarsområde med stab i Östersund föreslogs den tillsammans med staben i Sollefteå att bilda ett gemensamt försvarsområde. För försvarsområdesstaben vid Jämtlands fältjägarregemente (I 5/Fo 22) innebar förslaget att den skulle avvecklas senast den 31 december 1997. Jämtlands försvarsområde (Fo 22) integreras den 1 januari 1998 i Västernorrlands försvarsområde (Fo 23), under det nya namnet Västernorrlands och Jämtlands försvarsområde (Fo 23), vilken lydde under Västernorrlands regemente i Sollefteå. Som stöd till bland annat hemvärnet inom det som tidigare utgjorde Jämtlands försvarsområde bildades den 1 januari 1998 försvarsområdesgruppen Jämtlandsgruppen.
Inför försvarsbeslutet 2000 föreslog regeringen i sin propositionen för riksdagen, att den taktiska nivån bör reduceras genom att fördelnings- och försvarsområdesstaber samt marinkommandon och flygkommandon skulle avvecklas. Detta för att utforma ett armétaktiskt, marintaktiskt respektive flygtaktiskt kommando vilka skulle samlokaliseras med operationsledningen. Förslaget innebar att samtliga försvarsområdesstaber skulle avvecklas, vilket inkluderade Västernorrlands och Jämtlands försvarsområde. Västernorrlands och Jämtlands försvarsområde kom därmed att upplösas och avvecklas den 30 juni 2000. Som stöd till hemvärn och frivilligverksamheten inom före detta Västernorrlands försvarsområde bildades den 1 juli 2000 militärdistriktsgruppen Västernorrlandsgruppen. Inom före detta Jämtlands försvarsområde fanns sedan 1998 Jämtlandsgruppen, vilken omorganiserades den 1 juli 2000 till en militärdistriktsgrupp.

## Förläggningar och övningsplatser
När försvarsområdet bildades förlades staben till Nybrogatan 1 i Härnösand. År 1943 förlades staben till Tullportsgatan 2, där den åren 1947–1955 var samlokaliserad med staben för Sundsvalls försvarsområde. Den 1 juli 1960 förlades staben till Pumpbacksgatan 16C där den verkade fram till 1974, då den samlokaliserades med regementsstaben för Västernorrlands regemente i Sollefteå. Från den 1 juli 1982 kom försvarsområdet även att ha verksamhet i Sundsvall, där man övertog ett skolhus och en kasern från det avvecklade Sundsvalls luftvärnsregemente på Regementsvägen 8. Från 1998 kom försvarsområdet även ha verksamhet detacherad till olika platser i Jämtlands län, bland annat vid Fältjägargränd i Östersund.

## Förbandschefer
Förbandschefen titulerades försvarsområdesbefälhavare och fick i samband med OLLI-reformen tjänstegraden överste 1. graden. Åren 1974–1983 samt åren 1991–2000 var chefen tillika regementschef för Västernorrlands regemente. Åren 1983–1990 var chefen tillika chef för Sollefteå armégarnison.

- 1942–1945: Överstelöjtnant  Oskar Gösta Ströman
- 1945–1954: Överstelöjtnant John Sundstedt (överste 1951)
- 1954–1957: Överste Thor Cavallin
- 1957–1968: Överste Bo Wijkmark
- 1968–1973: Överste Hjalmar Mårtenson
- 1973–1978: Överste Ingemar Grunditz (överste 1. graden 1974)
- 1978–1982: Överste 1. graden Bengt Sjöberg
- 1982–1984: Överste 1. graden Åke Sagrén
- 1984–1989: Överste 1. graden Göte Bergerbrant
- 1989–1993: Överste 1. graden Karl Forssberg
- 1993–1997: Överste 1. graden Bo Svensson
- 1997–2000: Överste 1. graden Georg Aminoff

## Namn, beteckning och förläggningsort
| Härnösands försvarsområde                    | 1942-10-01 | – | 1974-06-30 |
| Västernorrlands försvarsområde               | 1974-07-01 | – | 1997-12-31 |
| Västernorrlands och Jämtlands försvarsområde | 1998-01-01 | – | 2000-06-30 |

| Fo 23 | 1942-10-01 | – | 2000-06-30 |

| Härnösands garnison (F) | 1942-10-01 | – | 1974-06-30 |
| Sollefteå garnison (F)  | 1974-07-01 | – | 2000-06-30 |

## Galleri

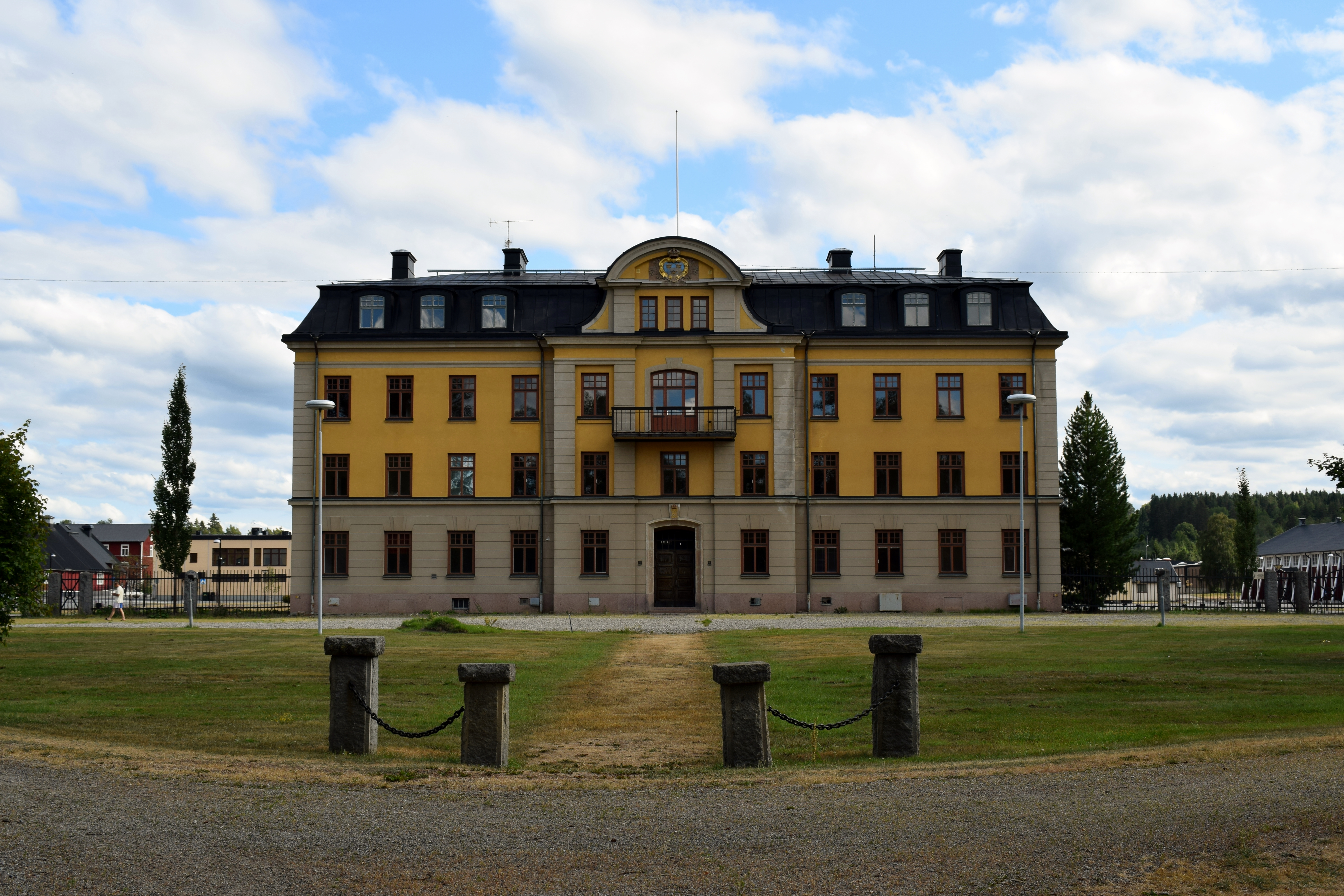
Kanslihuset sett från regementesparken.
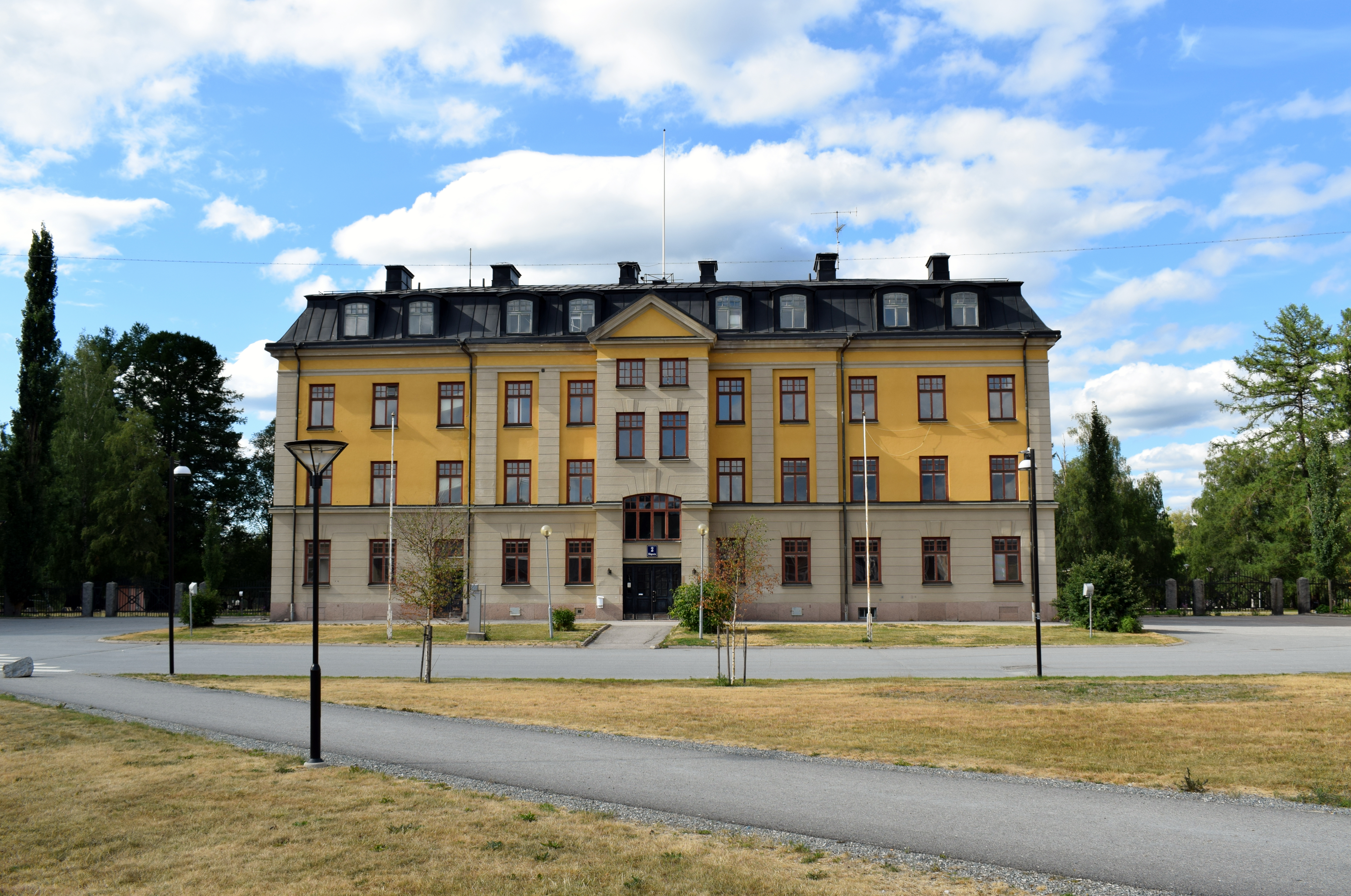
Kanslihuset sett från kaserngården.
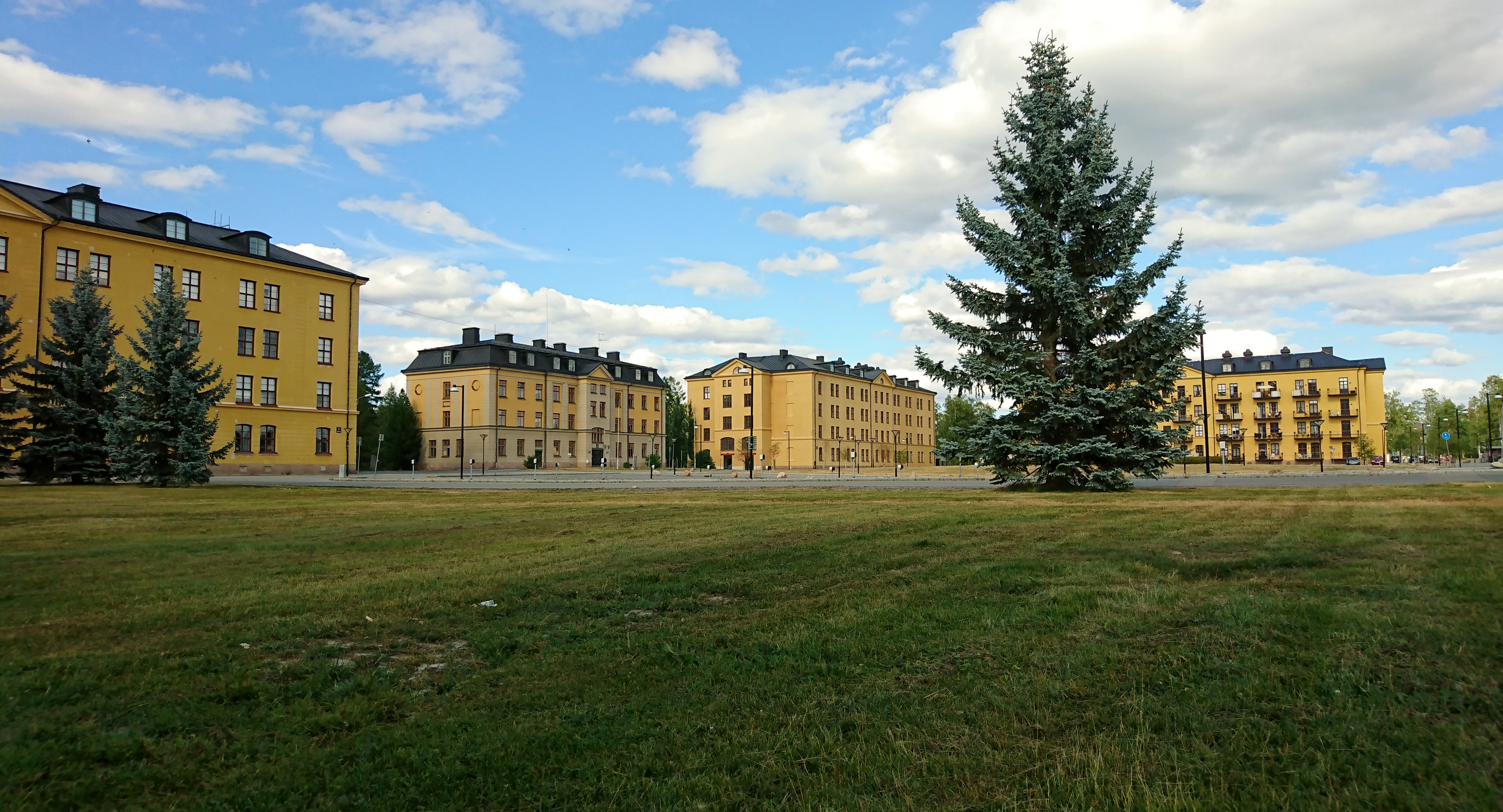
Vy över kasernerna sett från kaserngården.
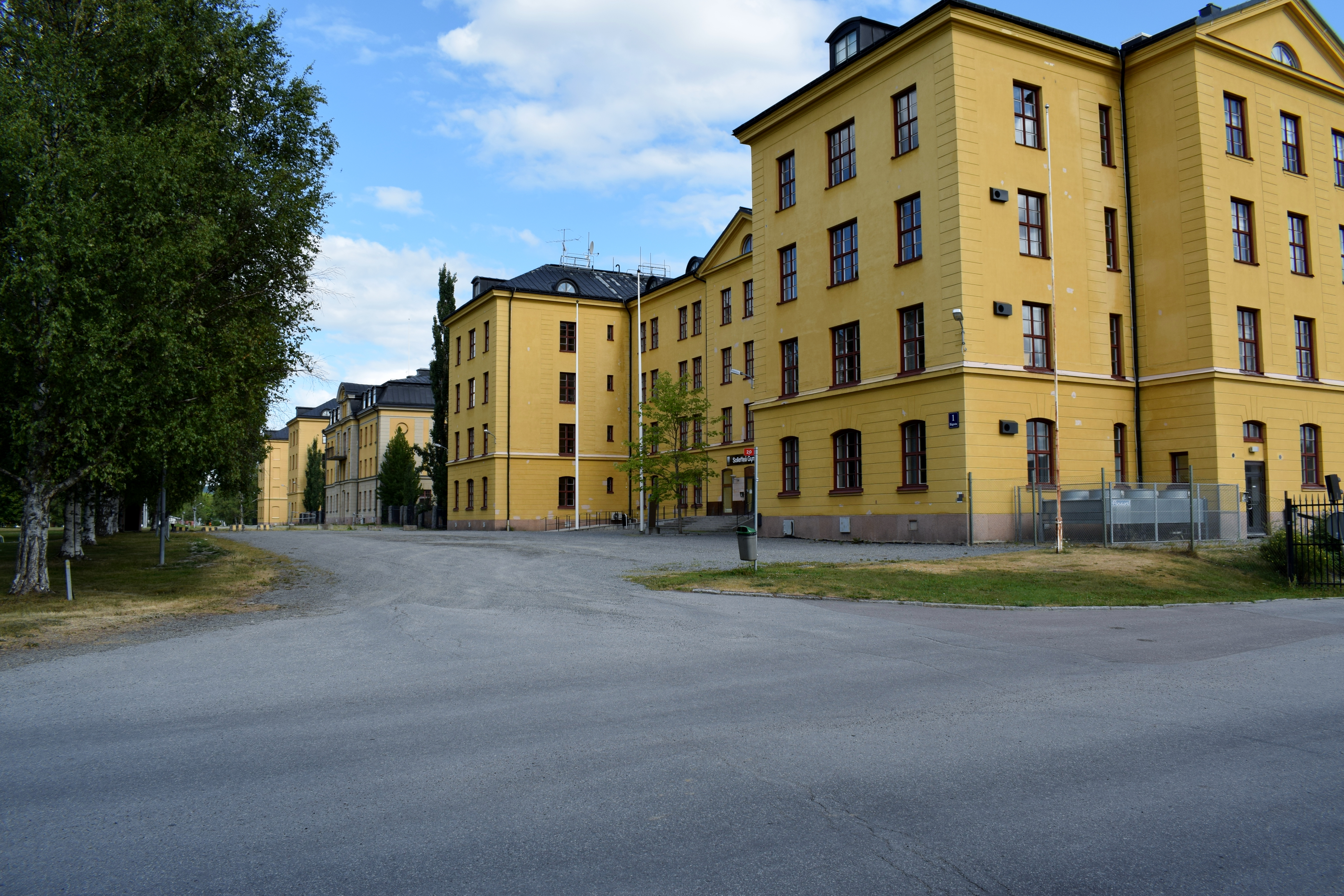
Vy över framsidan av kasernerna.
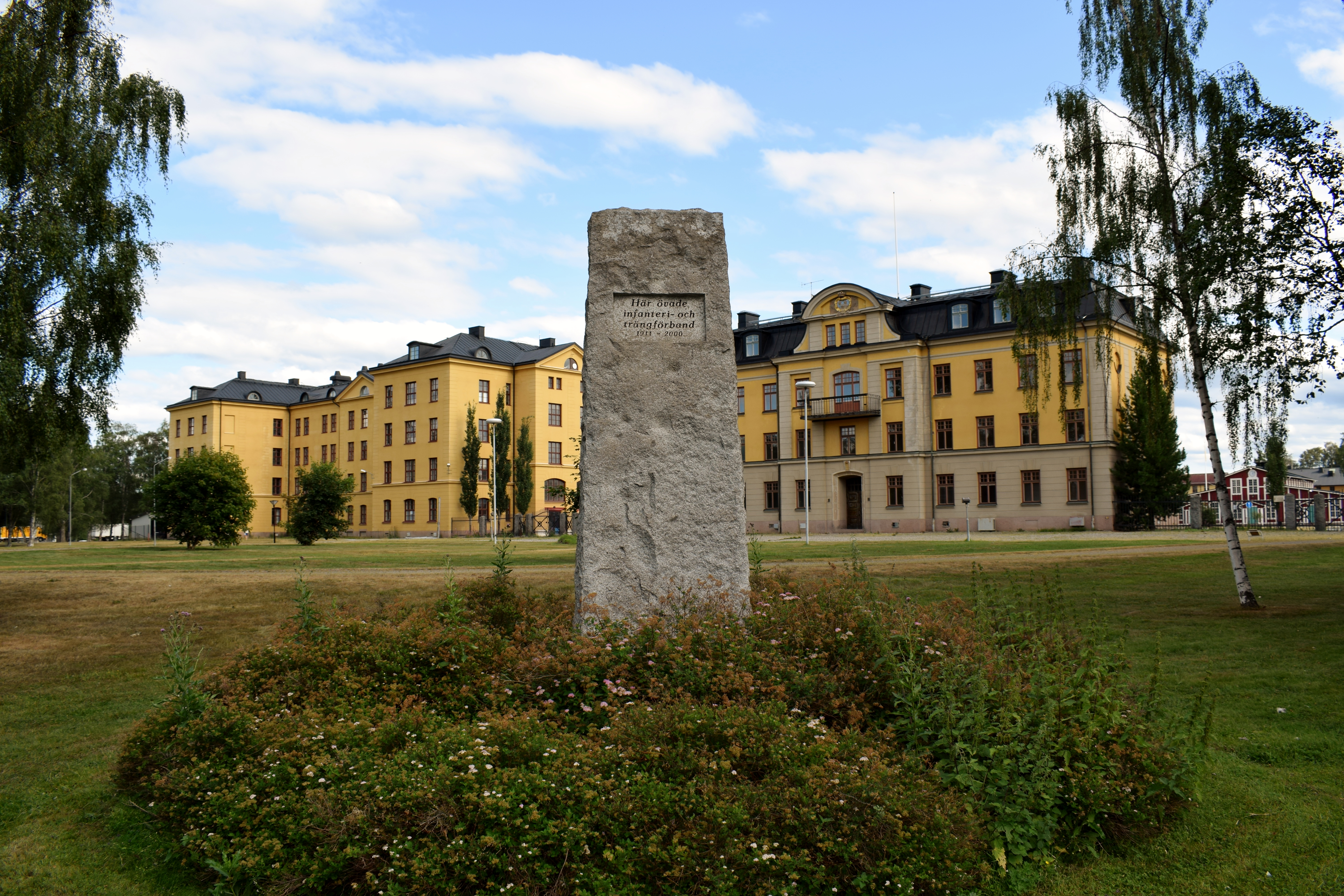
Minnessten vid Västernorrlands regemente.